# St. Wigberti (Niederzimmern)

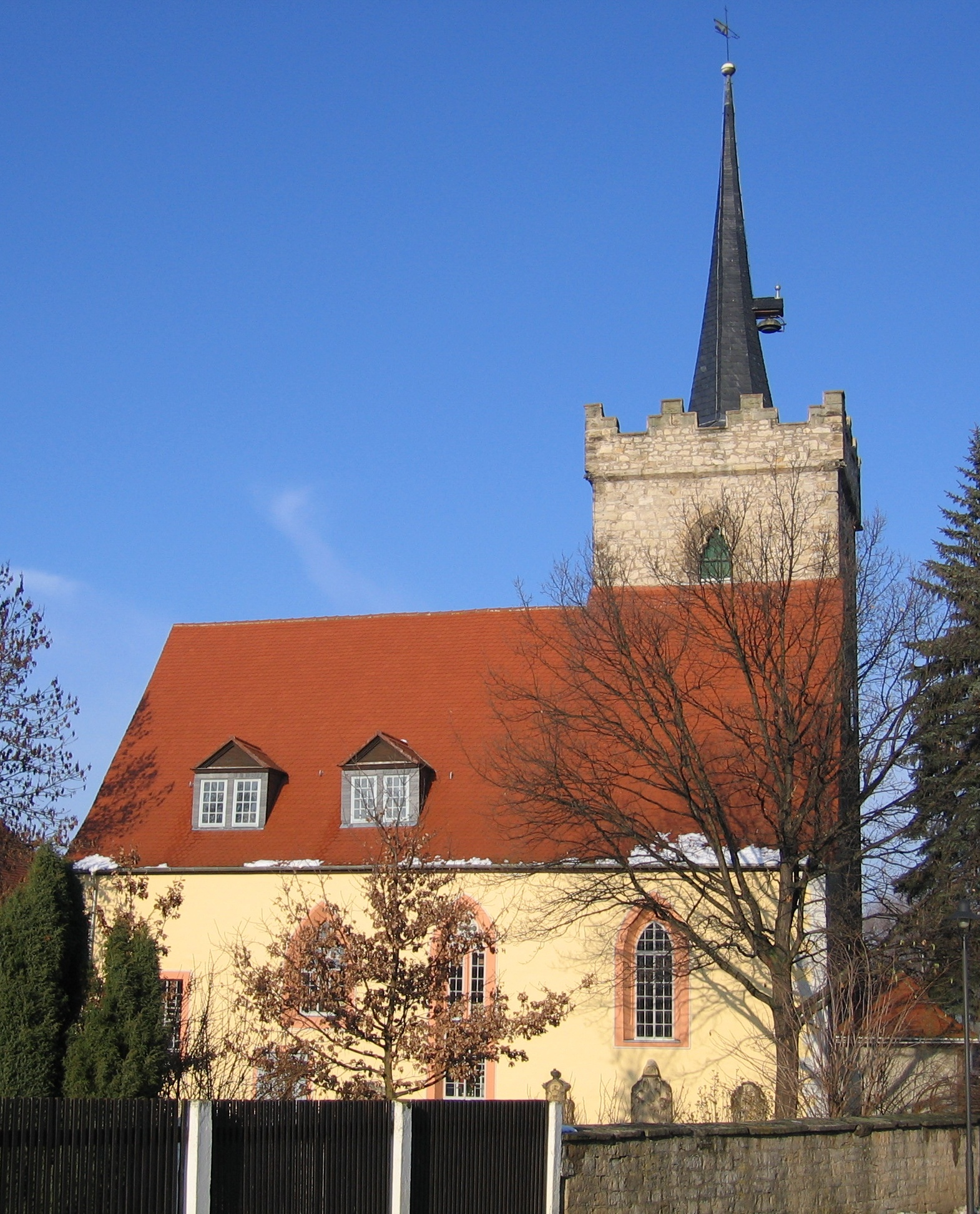
Die Kirche

Die evangelische Dorfkirche St. Wigberti steht in Niederzimmern, einem Ortsteil Grammetals im Landkreis Weimarer Land in Thüringen. Sie steht im westlichen Ortsgebiet.

## Geschichte
Bis zum Jahr 1852 besaß Niederzimmern zwei Kirchen. Die Bonifatius-Kirche im Oberdorf und die Wigberti-Kirche im Unterdorf. 1854 wurde die Bonifatius-Kirche abgerissen.

### Wigberti-Kirche
1375 wurde mit dem Bau der Wehrkirche begonnen und 1450 beendet. 1617/18 baute die Kirchgemeinde die Kirche um. 1800 begann man schon wieder mit einer radikalen  Umgestaltung des gotischen Baus, der das heutige Gesamtbild des Gotteshauses ergab.

### Kirchenraum
Der Innenraum ist eine Emporenhalle mit zwei Emporengeschossen. Die Seitenschiffe sind flachgedeckt. Das Tonnengewölbe des Mittelschiffs ist an einigen Stellen verglast. So erhält der Raum Licht aus vier Gauben im Satteldach.
Der Kanzelaltar ist detailliert gestaltet und zwar im Bauernbarock  von 1719 und einer Bildergalerie des Alten und Neuen Testaments an den Emporen. Die Orgel von 1907 wurde von Adam Eifert erbaut.